# Bartolomeo Schedoni

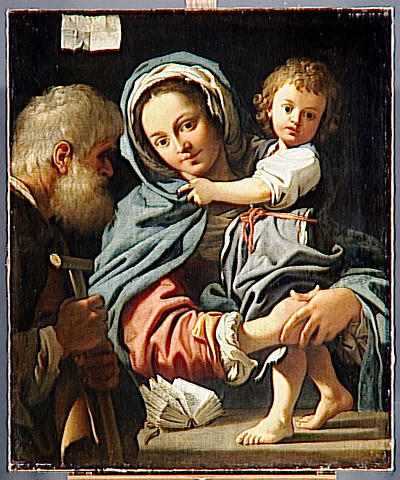
Bartolomeo Schedoni avbildar Heliga familjen.

Bartolomeo Schedoni (även Schidone eller Schedone), född 23 januari 1578 i Formigine, Hertigdömet Modena och Reggio, död 23 december 1615 i Parma, Hertigdömet Parma, var en italiensk målare.
Schedoni studerade hos Carraccierna, men bildade sig än mera efter Correggio, som han, om också med vissa självständiga drag, moderniserande efterliknade. Såsom denne lade han vikt vid klärobskyren och målade gärna ett skarpt infallande ljus. Framför allt var Schedoni kolorist; för övrigt är hans skapelser ganska andefattiga. Till en början verksam i sin födelsestad, blev han sedan hovmålare hos hertig Ranuccio i Parma. Mot slutet av sin levnad hemföll han alltmer åt spelpassion. Hans berömda fresker i slottet i Modena har gått förlorade, men de väggmålningar han jämte Ercole dell'Abate utförde i Palazzo pubblico där är bevarade, och en mängd stafflibilder av Schedonis hand, mest med bibliska motiv, finns i Modena, Parma, Florens, Neapel med flera italienska städer samt i Wiens, Münchens, Dresdens, Paris och andra gallerier i Europa.